# Oxira persignata
Oxira persignata är en fjärilsart som beskrevs av Charles Boursin 1954. Oxira persignata ingår i släktet Oxira och familjen nattflyn. Inga underarter finns listade i Catalogue of Life.